# Hinter Gittern/Staffel 8
Dieser Artikel enthält alle Episoden der achten Staffel der deutschen Fernsehserie Hinter Gittern, sortiert nach der Erstausstrahlung. Sie wurden vom 17. September 2001 bis zum 18. März 2002 auf dem deutschen Sender RTL gesendet.

## Episoden
| Nr. (ges.) | Nr. (St.) | Originaltitel           | Zusammenfassung | Erstausstrahlung D |
| ---------- | --------- | ----------------------- | --- | ------------------ |
| 177        | 1         | Walter lebt             | Walter und Bea werden für tot erklärt und bei den Frauen steigt der Hass auf Baumann, der als Mörder der beiden eindeutig in Frage kommt. In ihrer Trauer steigt in Uschi die Hoffnung, dass Walter vielleicht gar nicht tot ist. | 17. Sep. 2001      |
| 178        | 2         | Familienprobleme        | Durch Lilli haben Simone und ihr Sohn Alex wieder ungewollt Kontakt zueinander. Zunächst wendet Alex sich von seiner Mutter ab, doch ein schrecklicher Unfall schweißt beide zusammen. Ruth und Denise gründen zusammen mit Vera und Melanie eine Band.                                                                                       | 1. Okt. 2001       |
| 179        | 3         | Zu früh gefreut         | Als die Frauen herausbekommen, dass Jeanette Jörg als Mörder von Walter und Bea schützen wollte um frühzeitig entlassen zu werden, sorgen Uschi und co. dafür, dass Jeanette ihre gerechte Strafe bekommt. | 8. Okt. 2001       |
| 180        | 4         | Gefährlicher Leichtsinn | Pias Fluchtplan für die Vattkes läuft aus dem Ruder. | 15. Okt. 2001      |
| 181        | 5         | Reifeprüfung            | Elena Drago wird nach Reutlitz eingeliefert. Jörg will Tom und Elkes Beziehung aufdecken. | 22. Okt. 2001      |
| 182        | 6         | Von Menschen und Mäusen | Elena und Mel beginnen sich anzufreunden. Elke kämpft mit unfairen Mitteln für ihre Bewährung. | 29. Okt. 2001      |
| 183        | 7         | Die Neue                | Die neue Schließerin Karin Seefeld ist das Gesprächsthema in der JVA, da sie der totgeglaubten Walter zum Verwechseln ähnlich sieht. Während Jutta sich sicher ist, dass es sich um einen Zufall handelt, glaubt Jörg an Vergeltung. Elke wird aus der Haft vorzeitig entlassen.                                                              | 12. Nov. 2001      |
| 184        | 8         | Racheengel              | Tom kündigt und verlässt mit Elke die Stadt. Walters Mordversuch an Jörg scheitert und wird wegen Verletzung der Aufsichtspflicht gekündigt. | 19. Nov. 2001      |
| 185        | 9         | Tote leben länger       | Elena stirbt, damit ihr Lottogewinn jedoch gültig wird, vertuschen die Frauen ihren Tod. Walter erzählt Nina die Wahrheit über den Anschlag und dem Gefängnisausbruch. | 26. Nov. 2001      |
| 186        | 10        | Schwere Stunden         | Walter heckt einen zweiten Racheplan aus. Helmut stirbt im Krankenhaus. Die Vattkes und Jeanette erfahren, dass Melanie sie um ihr Geld betrogen hat, um Elena eine Weltraumbestattung zu ermöglichen. Martina erfährt, dass sie von Christoph zwar schwanger, jedoch nicht mit HIV infiziert ist.                                            | 3. Dez. 2001       |
| 187        | 11        | Flucht wider Willen     | Christoph verschleppt die schwangere Martina gegen ihren Willen aus der JVA. Mareike ist sich sicher, dass Martina nicht freiwillig alleine geflohen ist. | 10. Dez. 2001      |
| 188        | 12        | Feuer und Flamme        | Ruth erlebt mit Denise ihr erstes Mal. Walters erneuter Versuch Jörg umzubringen scheitert. | 17. Dez. 2001      |
| 189        | 13        | Glaube, Liebe, Hoffnung | Uschi lernt den neuen Anstaltsarzt Dr. Strauß kennen. Lizzy Michalke wird inhaftiert. Ruth hat Liebeskummer. | 7. Jan. 2002       |
| 190        | 14        | Wahre Freunde           | Uschi bringt ein großes Opfer und spielt vor, wieder verrückt zu sein, um Walters Identität zu beschützen. | 14. Jan. 2002      |
| 191        | 15        | Der Tunnel              | Frank hilft Lizzy vorläufig aus dem Gefängnis zu fliehen um einen Raub zu begehen. Dabei wird Frank jedoch angeschossen. Die „JailBabes“ bereiten sich auf ihren ersten Auftritt vor. | 21. Jan. 2002      |
| 192        | 16        | Das Duell               | Walter gibt ihre Identität preis und will Rache an Jörg nehmen. Dabei schaffen es diverse Frauen aus Reutlitz zu fliehen. Im Glauben, dass Jörg Opfer ihres Attentats wurde, verlässt auch Walter die JVA, durch ihr Attentat wurden Simone und Frank jedoch verschüttet.                                                                     | 28. Jan. 2002      |
| 193        | 17        | Abgesetzt               | Dank der Hilfe von Lizzy können Simone und Frank gerettet werden. Ilse ist mit den beiden die einzig verbliebene Gefangene auf Station B, die nicht geflohen ist. Jörg überlebt den Anschlag schwerverletzt. Dr. Kaltenbach degradiert Jutta; Eva tritt ihre offizielle Nachfolge an.                                                         | 4. Feb. 2002       |
| 194        | 18        | Russisch Roulette       | Mareike hat Christoph, Alex und Lilli in ihrer Gewalt. Als Lilli sich befreien kann, ruft sie die Polizei, was dazu führt, dass Mareike Christoph als Geisel benutzt. Christoph wird im Kugelhagel erschossen; ob die tödlichen Schüsse von der Polizei oder von Mareike Vattke abgegeben wurden, konnte schlussendlich nicht geklärt werden. | 11. Feb. 2002      |
| 195        | 19        | Jail Babes Unplugged    | Walter will die „JailBabes“ warnen, dass Fricke die Polizei bei ihrem ersten Konzert alarmiert hat – vergeblich. Ruth und Melanie werden festgenommen, während Denise und Vera fliehen konnten. | 18. Feb. 2002      |
| 196        | 20        | Juttas Erkenntnis       | Walter wird festgenommen und Nina kommt wegen Fluchthilfe in Untersuchungshaft. Uschi weiß ihre Gefühle zu Dr. Strauß nicht recht einzuordnen. Jutta kämpft wie von Sinnen für Jörg gegen alle, bis ausgerechnet Eva in ihr die ersten Zweifel sät.                                                                                           | 25. Feb. 2002      |
| 197        | 21        | Jutta greift an         | Nachdem Jutta von Jörgs Mordattentat erfahren hat, bekommt sie unerwartet Hilfe der Insassinnen um Walter, Jörg zur Strecke zu bringen. Für Ilse bricht eine Welt zusammen, als Gregor sich wegen ihrer verlängerten Haft von ihr trennt. | 4. März 2002       |
| 198        | 22        | Existenzkämpfe          | Ilse wird von Jörg gezwungen eine Falschaussage zu machen, was dazu führt, dass die Ermittlungen gegen Jörg eingestellt werden. Jutta kündigt ihre Stelle zum Quartalsende. | 11. März 2002      |
| 199        | 23        | Babykiller              | 3 Monate sind vergangen: Martina bringt heimlich ihr Kind zur Welt und versteckt es vor Mareike, die es kaltblütig ermorden will. Mareike schafft es schließlich, das Baby zu entführen und versucht es zu ermorden. | 18. März 2002      |
| 200        | 24        | Goldrausch              | Martina muss sich von ihrem Baby trennen. Frank schafft es, Woronin ein Teil des Goldes zu überreichen. Jutta verlässt Reutlitz mit einem weinenden und einem lachenden Auge. Sie hat sich mit Walter verbrüdert, die ihr ein besonderes Abschiedsgeschenk gemacht hat.                                                                       | 18. März 2002      |

## Besetzung
Die Besetzung von Hinter Gittern trat in der achten Staffel folgendermaßen in Erscheinung:

### Insassinnen
| Rollenname                                     | Schauspieler        | Folgen                              | Anzahl    | Bemerkungen und Rollenentwicklung in Staffel 8 |
| ---------------------------------------------- | ------------------- | ----------------------------------- | --------- | --- |
| Agnes Herrmann                                 | Dagmar Bertram      | 177–192, 194–199                    | 22 Folgen | Kleinrolle Flieht für kurze Zeit aus der JVA. |
| Tina Stein                                     | Martina Baumann     | 177–179, 181–191, 194, 196–199      | 19 Folgen | Kleinrolle Flieht für kurze Zeit aus der Haftanstalt. |
| Simone Bach                                    | Susanne Schlenzig   | 177–180, 185–186, 189–200           | 18 Folgen | Mutter von Alex. Witwe von Helmut. |
| Melanie „Mel“ Schmidt                          | Sigrid Schnückel    | 177–178, 181–186, 189–192, 194–198  | 17 Folgen | Gründungsmitglied der „JailBabes“. Wird mit Tabletten ruhig gestellt. |
| Denise Hartung                                 | Edina Robinson      | 177–184, 187–192, 194–195           | 16 Folgen | Ex-Eiskunstlaufprofi. Gründungsmitglied der „JailBabes“. Beginnt eine Beziehung mit Ruth. Flieht zusammen mit Karsten Fricke nach einem Auftritt mit den "JailBabes".                                                                    |
| Mareike Vattke                                 | Sanna Englund       | 177–182, 185–188, 193–194, 197–200  | 16 Folgen | Schwester von Martina. Tante von Chris. Tötet Christoph und übt einen Mordanschlag auf ihren Neffen Chris aus. |
| Ursula „Uschi“ König                           | Barbara Freier      | 177–180, 182–190, 195–196, 199–200  | 17 Folgen | Hilft Walter an Baumann Rache zu nehmen. |
| Ruth Bächtle                                   | Katrein Frenzel     | 177–178, 183–184, 187–192, 195–200  | 16 Folgen | Ex-Nonne. Gründungsmitglied der „JailBabes“. Beginnt eine Beziehung zu Denise und legt dafür ihre Ordenszugehörigkeit ab. |
| Martina Vattke                                 | Judith Sehrbrock    | 179–182, 185–188, 191–194, 197–200  | 16 Folgen | Schwester von Mareike. Schwanger von Christoph. Flieht zunächst unfreiwillig aus Reutlitz, um mit Christoph ein neues Leben zu beginnen, bis dieser von Mareike erschossen wird. Kommt zurück nach Reutlitz und gebärt ihren Sohn Chris. |
| Christine „Walter“ Walter alias Karin Seefeldt | Katy Karrenbauer    | 183–192, 195–200                    | 16 Folgen | Rädelsführerin in der JVA. Freundin von Bea. Überlebt Jörg Baumanns Anschlag und kommt verkleidet als Schließerin nach Reutlitz, um Beas Tod zu rächen. Wird nach dem gescheiterten Mordversuch wieder als Insassin festgenommen.        |
| Ilse Wünsche geb. Brahms                       | Christiane Reiff    | 179–182, 187–188, 191–194, 197–200  | 14 Folgen | Küchenhilfe in der JVA. Noch-Ehefrau von Gregor Wünsche. Bekommt wegen Fluchthilfe eine längere Haftzeit und wird deswegen von Gregor verlassen.                                                                                         |
| Jeanette Bergdorfer                            | Christine Schuberth | 177–180, 183–186, 189–192, 197–198  | 14 Folgen | Reinigungskraft in der JVA. Bricht kurze Zeit aus dem Gefängnis aus und wird im Ausland aufgefunden und zurückgebracht. |
| Lizzy Michalke                                 | Katja Schmitz       | 189–200                             | 12 Folgen | Schwester von Mike. Kommt nach Einbrüchen nach Reutlitz. Ex-Freundin von Frank. |
| Vera Eichholz                                  | Maria Schuster      | 177–178, 182–184, 187, 189–192, 195 | 11 Folgen | Gründungsmitglied der „JailBabes“. Flieht nach einem Auftritt mit den „JailBabes“. |
| Elke Meier                                     | Maren Schumacher    | 177, 179–184                        | 7 Folgen  | 2. Darstellerin (Rolle wurde bis Staffel 6 von Monika Guthmann verkörpert) Freundin von Tom. Wird aus der JVA entlassen und zieht mit Tom weg.                                                                                           |
| Ariane May                                     | Katharina Zapatka   | 199–200                             | 2 Folgen  | Schauspielerin und neue Insassin in Reutlitz. |
| Peggy Grote                                    | Nina Bott           | 199–200                             | 2 Folgen  | Neue Insassin in Reutlitz. |

### Gefängnispersonal
| Rollenname                     | Schauspieler       | Folgen                                      | Anzahl    | Bemerkungen und Rollenentwicklung in Staffel 8 |
| ------------------------------ | ------------------ | ------------------------------------------- | --------- | --- |
| Jörg Johannes Baumann          | Armin Dallapiccola | 177–179, 181–184, 187–188, 191–194, 196–200 | 18 Folgen | Stations- und stellvertretender Anstaltsleiter. Noch-Ehemann von Jutta. Überlebt mehrere Mordanschläge von Walter.                                                                                           |
| Peter Kittler                  | Egon Hofmann       | 177–181, 183–190, 193–194, 199–200          | 17 Folgen | Schließer. Übernimmt während Juttas und Jörgs Abwesenheit kurzfristig die Anstaltsleitung. |
| Jutta Elisabeth Adler          | Claudia Loerding   | 177, 179–184, 187–188, 193–200              | 17 Folgen | Zeitweise Anstaltsleiterin, danach Schließerin. Noch-Ehefrau von Jörg. Kündigt mit der Scheidung von Jörg in Reutlitz.                                                                                       |
| Birgit Schnoor                 | Uta Prelle         | 179–182, 185, 187–188, 193–200              | 15 Folgen | Schließerin. Tante von Pia. Beste Freundin von Jutta. Übernimmt während Juttas und Jörgs Abwesenheit kurzfristig die Anstaltsleitung. Nach Juttas Suspendierung kurzfristig kommissarische Anstaltsleiterin. |
| Frank Holtzendorff             | Dierk Prawdzik     | 185–186, 189–200                            | 14 Folgen | Anstaltshausmeister. Ex-Freund von Lizzy. Ehemaliger Arbeitskollege von Helmut. Hat Probleme mit der russischen Mafia.                                                                                       |
| Sybille „Möhrchen“ Mohr        | Heidi Weigelt      | 177–178, 181–186, 190, 193–194, 199–200     | 13 Folgen | Sekretärin der Anstaltsleitung. |
| Dr. Christoph Columbus Stein † | Atto Suttarp       | 177–178, 181, 183–188, 191–194              | 13 Folgen | Anstaltsarzt. HIV-Infiziert. Vater von Chris. Freund von Martina. Hilft Martina aus Reutlitz zu fliehen. Wird von Mareike bei einer Geiselnahme erschossen.                                                  |
| Andreas „Andy“ Wagner          | Stefan Puntigam    | 184–186, 189–198                            | 13 Folgen | Junger und unerfahrener Schließer in Reutlitz. |
| Tom Weber                      | Marcus Grüsser     | 177–184                                     | 8 Folgen  | früherer Anstaltskoch; Schließer der JVA. Freund von Elke. Ex-Freund von Anna. Ex-Affäre von Denise. One-Night-Stand von Mona. Kündigt mit Elkes Haftentlassung.                                             |
| Dr. Lorenz Strauß              | Rainer Goernemann  | 189–190, 195–196, 198–200                   | 7 Folgen  | Anstaltsarzt. Zunächst Vertretungsweise, dann Nachfolger von Dr. Stein. Hat ein besonderes Verhältnis zu Uschi.                                                                                              |
| Eva Baal                       | Karen Böhne        | 193–198                                     | 6 Folgen  | Kommt zurück nach Reutlitz und übernimmt die Anstaltsleitung. |
| Dr. Evelyn Kaltenbach          | Franziska Matthus  | 177–178, 193                                | 3 Folgen  | frühere Anstaltsleiterin; arbeitet als Staatssekretärin im Justizministerium. Prüft den Mordanschlag an Bea und Walter in Reutlitz.                                                                          |
| Leo Meinecke                   | Joey Zimmermann    | 191                                         | 1 Folge   | Anstaltskoch. |

### Angehörige
| Rollenname           | Schauspieler          | Folgen                              | Anzahl    | Bemerkungen und Rollenentwicklung in Staffel 8 |
| -------------------- | --------------------- | ----------------------------------- | --------- | --- |
| Alex Bach            | Alexander Kasprik     | 177–180, 185–186, 189, 191–192, 194 | 10 Folgen | Sohn von Simone und Helmut. Freund von Lilli. Wird von Mareike Vattke als Geisel genommen.                                                                                         |
| Nina Teubner         | Marie-Ernestine Worch | 177, 183, 185–186, 194–196          | 7 Folgen  | 1. Darstellerin der Rolle (wurde in Staffel 6 vertreten) Walters Ziehtochter. Will mit Walter fliehen und sitzt kurze Zeit wegen Fluchthilfe in Untersuchungshaft.                 |
| Lilli Talberg        | Anna Herrmann         | 177–178, 187, 191–192, 194          | 6 Folgen  | Tochter von Anna. Schwester von Jan. Ziehtochter von Christoph. Freundin von Alex.                                                                                                 |
| Pia Schnoor          | Katharina Dalichau    | 179–182                             | 4 Folgen  | Nichte von Birgit. Sensationslüsterne Journalistin. |
| Helmut Bach †        | Christoph Hemrich     | 179–180, 185–186                    | 4 Folgen  | Ehemann von Simone. Vater von Alex. Stirbt bei einem Arbeitsunfall. |
| Claudia Doysen       | Sibylle Tormin        | 182–184                             | 3 Folgen  | Verhilft Elke zur frühzeitigen Entlassung. |
| Beate „Bea“ Hansen † | Sonia Farke           | 183, 185                            | 2 Folgen  | Ehemalige Schließerin. Freundin von Walter. Wird im Staffelfinale der siebten Staffel Opfer eines Attentats von Jörg Baumann und tritt noch in Uschis und Walters Rückblenden auf. |
| Karsten Fricke       | Andreas Wrosch        | 194–195                             | 2 Folgen  | Musikmanager. Manager der „JailBabes“. Verrät die Frauen an die Polizei, flieht jedoch zuvor mit Denise Hartung.                                                                   |
| Herr Woronin         | Oliver Wronka         | 196, 200                            | 2 Folgen  | Russischer Mafioso. Setzt Frank unter Druck und verlangt sein Gold zurück. |
| Chris Vattke         | Säuglingsdarsteller   | 199–200                             | 2 Folgen  | Sohn von Martina und Christoph. Neffe von Mareike. Wird in der JVA geboren und beinahe von seiner Tante umgebracht.                                                                |
| Mike Michalke        | Tino Blazejewski      | 189                                 | 1 Folge   | Bruder von Lizzy. |
| Dr. Gregor Wünsche   | Santiago Ziesmer      | 197                                 | 1 Folge   | Ex-Ehemann von Ilse. Trennt sich von Ilse, als ihre Haft verlängert wird. |
| Frau Gericke         | Ulrike Frank          | 200                                 | 1 Folge   | Mitarbeiterin des Jugendamtes. Kümmert sich um den Verbleib von Martinas Sohn Chris.                                                                                               |

### Todesfälle der Staffel
| Folge | Person                               | Art des Todes  | Handlung |
| ----- | ------------------------------------ | -------------- | --- |
| 185   | Elena Drago (geb. Hannelore Schäfer) | Herzstillstand | Nachdem Elena von ihrem Lottogewinn erfahren hat, stirbt sie sofort an einem Herzstillstand.                                                           |
| 186   | Helmut Bach                          | Arbeitsunfall  | Nach einem von Frank Holtzendorff verschuldeten Arbeitsunfall stirbt Helmut im Krankenhaus im Beisein seiner Familie.                                  |
| 194   | Nachbarin                            | Erschossen     | Eine Nachbarin von Christoph wird unabsichtlich Zeugin von Mareikes Geiselnahme und wird deshalb von Mareike erschossen.                               |
| 194   | Polizistin                           | Erschossen     | Bei einer Schießerei mit der Polizei wird eine Polizistin von Mareike erschossen.                                                                      |
| 194   | Dr. Christoph Columbus Stein         | Erschossen     | Christoph wird bei der Geiselnahme erschossen. Es konnte nicht geklärt werden, ob die tödlichen Schüsse von der Polizei oder Mareike abgegeben wurden. |